# Association olympique du Pakistan
L'Association olympique du Pakistan (en ourdou, پاکستان اولمپک ایسوسی ایشن) est le comité national olympique du Pakistan fondé en 1948 pour contrer la participation indienne aux Jeux olympiques.